# Зимняя соната
«Зи́мняя сона́та» (кор. 겨울연가, 겨울戀歌, Gyeoul yeonga, Kyŏul yŏnga; англ. Winter Sonata) — популярный южнокорейский телесериал производства телеканала KBS, ставший одним из первых проявлений «корейской волны» в Японии и по всей Азии. Известен как 冬のソナタ (Fuyu no sonata) на японском, 冬日戀歌 (Dōngrì Liàn’gē) или 冬季戀歌 (Dōngjì Liàn’gē) на мандаринском и Bản tình ca mùa Đông на вьетнамском языках.

## Сюжет
Кан Джунсан, сын известной пианистки, приезжает в Чхунчхон, сельскохозяйственный город в Южной Корее. Как необычайно талантливого студента, его приветствуют одноклассники и учителя, но он остается тихим, замкнутым молодым человеком. В результате убеждения в том, что его отец мёртв и серьёзных разногласий с матерью, Джунсан считает, что никто его по-настоящему не любит.
Юджин и Санхёк — близкие друзья детства и хотя Санхёк хотел бы большего, чем просто дружбы, Юджин воспринимает его лишь как брата.
Однажды, по дороге в школу, Джунсан сталкивается в автобусе с Юджин и влюбляется в неё после того, как Юджин растапливает его сердце. Их любви, однако, не суждено было долго длиться: вскоре Юджин узнает, что Джунсан погиб в аварии.
Проходит десять лет. Юджин давно встречается с Санхёком и они планируют предстоящую свадьбу. Однажды, прогуливаясь в снежную погоду, Юджин вдруг видит идущего по улице Джунсана. Она не может поверить своим глазам, но так как вскоре теряет его из вида, думает, что ей это показалось. Вскоре Юджин с Санхёком узнают, что в Корею из Франции вернулась их школьная подруга Чхэрин, которая была безответно влюблена в Джунсана, и приглашает всех друзей собраться вместе в школе. Когда все собираются, в комнату заходит Чхэрин вместе со своим новым парнем, который выглядит в точности как Джунсан, чем всех ошеломляет. Как выясняется, его зовут Ли Минхён и он всю жизнь прожил в США.
Через некоторое время Юджин получает новое задание на работе и оказывается, что президент фирмы, вместе с которой ей придётся работать над новым проектом — Минхён. На Юджин нахлынывают воспоминания о Джунсане и она пытается понять, действительно ли Минхён — совершенно другой человек или же это её любимый Джунсан…

## Актёры
- Пэ Ёнджун — Ли Минхён / Кан Джунса́н
- Чхве Джиу — Джун Юджин
- Пак Ёнха — Ким Санхёк
- Пак Сольми — О Чхэрин
- Ли Хеын — Кон Джинсок
- Рю Сынсу — Квон Ёнгук
- Чон Донхван — профессор Ким Джину (отец Санхёка)
- Ли Хёчхун — мать Санхёка
- Ким Хэсук — мать Юджин
- Сон Оксук — Кан Михи (мать Джунсана)
- Квон Хэхё — Ким (коллега Минхёна)
- Чон Вонджон — Пак Чонхо (учитель)
- Сон Джонбом — коллега Санхёка
- Ха Джэён — Чон Хёнсу (отец Юджин)
- Чан Хансон — супервайзер Мин

## Съёмочная группа
- Режиссёр: Юн Сокхо
- Авторы сценария: Ким Ынхи, Юн Ынгён

## Музыка в сериале
| #  | Title                                            | Artist     | Notes                           |
| -- | ------------------------------------------------ | ---------- | ------------------------------- |
| 1  | 처음부터 지금까지 (From the Beginning Until Now) | Рю         |                                 |
| 2  | «My Memory»                                      | Рю         |                                 |
| 3  | 처음 (First Time)                                |            |                                 |
| 4  | 그대만이 (Only You)                              | Рю         |                                 |
| 5  | 처음부터 지금까지 (From the Beginning Until Now) |            | Инструментальная версия         |
| 6  | «My Memory»                                      |            | Версия для фортепиано и скрипки |
| 7  | 보낼 수 없는 사랑 (The Love I Cannot Send)       | Ким Вансон |                                 |
| 8  | 시작 (The Beginning)                             |            |                                 |
| 9  | 그대만이 (Only You)                              |            | Версия для фортепиано и скрипки |
| 10 | «My Memory»                                      |            | Версия для фортепиано           |
| 11 | 잊지마 (Don’t Forget)                            | Рю         |                                 |
| 12 | 기억속으로 (Inside the Memories)                 |            |                                 |
| 13 | 연인 (Lover)                                     | Рю         |                                 |
| 14 | 제비꽃 (Violet)                                  | Рю         |                                 |
| 15 | 그대만이 (Only You)                              |            | Версия для фортепиано           |
| 16 | 처음 (First Time)                                |            | Версия для фортепиано           |
| 17 | 제비꽃 (Violet)                                  |            | Инструментальная версия         |
| 18 | «Love Hurts»                                     | Yiruma     | в 1 серии                       |
| 19 | «When The Love Falls»                            | Yiruma     | во 2 серии                      |

## Показ

### Рейтинги
При премьерном показе 14 января 2002 года на южнокорейском телеканале KBS первая серия добилась рейтинга 16,3 % и в дальнейшем рейтинги росли, достигнув 28,8 % к 14 серии. К последней серии интерес зрителей немного снизился, но всё ещё оставался достаточно высоким (24.5 %), в итоге средний рейтинг составил 23,1 %.

### Международный показ
«Зимняя соната» стала одним из первых проявлений «корейской волны». Сериал был с успехом показан на японском и филиппинском телевидении. Впоследствии его купили для показа тайваньский  и таиландский телеканалы.

## Адаптации
На волне популярности телесериала вышли его адаптации в виде аниме, комикса-манга, мюзикла, видеоигр для PlayStation 2 и Nintendo DSi.

### Аниме
В 2009 году вышла аниме-версия сериала. Главных героев в аниме озвучили:
- в корейской версии — звёзды сериала Пэ Ёнджун и Чхве Джиу[3][4].
- в японской версии Хагиваро Масато озвучил Кан Джунсана, а Танака Мисато стала голосом Юджин.

## Влияние на экономику и политику
Телесериал был продан для показа в другие страны и стал там популярен, что спровоцировало интерес к Южной Корее. Множество японских туристов приезжали посмотреть места, показанные в сериале «Негативный образ Кореи сильно улучшился в глазах японцев в 2000-е гг.» после показа сериала.